# خوسيه فرويلان غونزاليس
خوسيه غونزاليس فرويلان (بالإسبانية: José Froilán González)‏ مواليد 5 أكتوبر 1922 في الأرجنتين، كان سائق فورملا 1 أرجنتيني سابق بدأ مسيرته الاحترافية سنة 1950. كان أول سباق له هو جائزة موناكو الكبرى 1950، حقق أول فوز له في جائزة بريطانيا الكبرى 1951. خاض خلال مسيرته 26 سباقاً فاز في 2 منها.

## سباقات شارك فيها
- لو مان 24 ساعة
- بطولة العالم للسيارات الرياضية

## بطولات حققها
- جائزة بريطانيا الكبرى 1951
- جائزة بريطانيا الكبرى 1954

## روابط خارجية
- خوسيه فرويلان غونزاليس على موقع Racing-Reference.info (الإنجليزية)
- خوسيه فرويلان غونزاليس على موقع DriverDB.com (الإنجليزية)